# Sergueï Fokine
Pour les articles homonymes, voir Fokine.
Sergei Aleksandrovitch Fokin (russe : Серге́й Александрович Фокин) (né le 26 juillet 1961 à Oulianovsk à l'époque en Union soviétique, aujourd'hui en Russie) est un joueur de football international soviétique (russe), qui évoluait au poste de défenseur.

## Biographie

### Carrière en club
Avec le club du CSKA Moscou, il remporte un championnat d'URSS et dispute 5 matchs en Ligue des champions.

### Carrière en sélection
Avec l'équipe d'URSS, il joue 3 matchs (pour aucun but inscrit) entre 1989 et 1990. 
Il joue son premier match en équipe nationale le 23 août 1989 en amical contre la Pologne. Il joue son deuxième le 25 avril 1990 contre la république d'Irlande, toujours en amical. Il reçoit sa dernière sélection le 16 mai 1990 en amical contre Israël.
Il figure dans le groupe des sélectionnés lors de la Coupe du monde de 1990, sans jouer de matchs lors de la phase finale de cette compétition.
Il participe également aux Jeux olympiques de 1988 organisés à Séoul. Il joue un match face à l'Australie lors du tournoi olympique. La sélection soviétique remporte la médaille d'or.

## Palmarès
| CSKA Moscou - Championnat d'Union soviétique (1) : - Champion : 1991. - Coupe d'Union soviétique (1) : - Vainqueur : 1990-91. - Finaliste : 1991-92. |  | Union soviétique - Jeux olympiques (1) : - Or : 1988. |